# Богданівка (Броварський район)
Богда́нівка — село у Броварському районі Київської області, розташоване на лівобережній низовині Дніпра. Відстань від Києва — 37 км на північний схід по шляху Київ-Чернігів. На відстані 5 км на сході від села проходить залізничний шлях Київ—Москва. Входить до складу Великодимерської селищної громади.
За переказними даними Богданівка — наступниця літописного града Милятичі (урочище Мелятичі), у якому жили монахи — «на Богом даній землі». Монастирське поселення виникло після 1072 року і було засноване переяславським єпископом Святим Єфремом. Назва «земля богданівська» походить ще з княжих часів. Перша письмова згадка про Богданівку датується 1616 р., коли село було засноване шляхтичем Степаном Аксаком. З 1650 року воно переходить у власність Данила Виговського. Пізніше вотчине село Києво-Печерської Лаври.
Загальна площа землі в адмінмежах колишньої Богданівської сільської ради — 8 162,9 га.

## Історія

### Від заснування до ХХ століття
Протягом всього існування села, його назва залишалась незмінною. Існують різні версії походження назви села. Згідно з польською люстрацією Остерського замку 1616 року, село було засноване шляхтичем Степаном Аксаком. Багатоманітність версій свідчать, що не має і не було однозначного погляду на походження назви села, а отже початки села губляться в давнині.
Перекази говорять, що нібито на території сучасного села була стоянка війська Богдана Хмельницького, тут залишилися перші поселенці, наділені Богданом землею. Тут колись першим поселенцем був Богдан, вигнаний за «погану поведінку» з козацького війська. Цей переказ доволі точно надає чисельність населення першого поселення — 20-40 осіб. Існує також ще два перекази, які суперечать один одному. Тут була піщана неврожайна земля, от люди і казали: «Що Бог дав, то й добре!» А за другим переказом, тут протікала невелика річка, що брала свій початок з Десни і текла в Трубайлів. Навесні річечка розлилась, тут було красиво, от і казали люди: «Це місце нам Богом дано». За характером другий переказ давніший. Для казенних селян богданівські землі були бідні, а для давньої сівери лісисто річкова земля була багатою і звіром, і рибою, і лісом.
Річечка з того переказу, що розливалася серед полів та лісів, — це Пристань, яка витікає з болота Мелятичі і через Рудню та Бобрик тече в Трубіж. Саме тут, як уточнює один з переказів, у Топовій березині, перші поселенці, монахи, біля озера заснували монастир. Мали млин, мололи зерно, займалися полюванням. Це опис класичного монастирського середньовічного господарства. Очевидно, це поселення монахів часів Єфрема, переяславського єпископа, який у своєму граді Милятичі влаштовував благодійну лічницю.
Святий Єфрем прославився своєю подвижницькою діяльністю. Він першим на Русі організував широку мережу лічниць, лікувалень для немічних монастирських старців. Якщо ця гіпотеза правильна, то маємо феномен першої назви — Богданівка. У цей час була на всій Русі Богданівка, богом дана земля.
[[
З 1616 по 1648 роки село перебувало у власності родини Аксаків. У 1646 році означено реформи Остерського староства.
У 1650 році Богданівка, як і деякі інші села, переходять у володіння Данила Виговського.
У 1654 році право Виговських на землю закріплюється указом царя Олексія Михайловича.
Адміністративно, за Гетьманщини, Богданівка була у складі Гоголівської сотні Київського полку.
За описом Київського намісництва 1781 року у Богданівці було 54 хати. За описом 1787 року — у селі проживає 237 «казенних людей».
З ліквідацією Гетьманщини Богданівка була у складі Остерського повіту Київського намісництва, та пізніше, Чернігівської губернії.
У 1850 році Калитянська та Богданівська станції мали 36 коней, а броварська — 45 коней. А вже у 1862 році після будівництва Санкт-Петербурзького шосе Семиполківська і Заліська станції мали по 75 коней, а броварська — 105.
1859 року у казеному селі Семиполковської волості Остерського повіту Чернігівської губернії, мешкало 1003 особи (486 осіб чоловічої статі та 517 — жіночої), налічувалось 122 дворових господарства, існувала православна церква.
У Богданівці не було поміщиків чи дворян, тому і повстань проти них не було. Після реформи 1866 року землі залишились ще довго за тими, хто їх освоїв.

### Богданівка у ХХ столітті і в наш час
Активних учасників революційних дій 1905—1907 рр. у селі не було. Окремі селяни, що працювали на заводах у місті Києві, брали участь у страйках. У лютому 1917 року в Росії скинули з престолу царя династії Романових Миколу II. Про ці події в селі дізналися згодом.
Більшість селян з радістю(?) зустріли події жовтня 1917 року. З початку 1918 року в селі організувалися комітети бідноти для пограбування заможних. Ініціаторами їх створення були Бобко Кіндрат Федорович, Бобко Василь Пилипович, Литовченко Ілля Євдокимович.
Період, коли створилися в селі колгоспи, був дуже тяжким для селян. Не минув село й страшний голодомор 1932—1933 рр. У селі найбільш виручала від голоду риба, яку ловили на болотах ті, хто ще тримався на ногах. Крім риби збирали в лісі різні ягоди, гриби і цим себе підтримували.
На світанку 22 червня 1941 року шквал артилерійського вогню та град бомб обрушився на деякі мирні міста та села України.
Війна прийшла несподівано. З початку війни військовозобов'язані були мобілізовані в Червону армію. Близько 450 чоловік пішло з села до цієї окупаційної армії. В період з 1942 року по 1943 рік вивезено на роботи до Німеччини близько 200 осіб молоді. В селі був організований опір населення проти нацизму, але не було єдиного керівника. Партизанський загін ім. Щорса діяв на околицях, мешканці надавали їм допомогу. Молодий юнак Бойко Григорій Васильович, 1925 року народження, загинув у 1943 році від рук нацистів. Активну підтримку партизанам надавали Здоровець Семен Тихонович, Бойко Лука Лукович та його дружина Софія. Нацисти, зайнявши село, поводили себе зухвало: захоплювали хати селян, у яких поселялися самі, відбирали у людей останнє. У приміщенні сільської ради розмістили штаб-квартиру та поліційне відділення. Два місцеві колгоспи були пограбовані: забрано понад 300 голів ВРХ, 250 овець, 400 свиней, 150 коней, інвентар та ін.
Відступаючи німецькі окупанти вщент спалили село, вціліла одна хата. Після реокупації села від німців 23 вересня 1943 року, на попелиці почалась відбудова села та колгоспів. За період з 1944 року по 1958 роки було споруджено 55 будинків, площею 1650 м². У 1948 році було збудовано школу на 240 місць. Люди працювали у двох колгоспах: ім. Леніна та ім. Сталіна. У 1953 році на базі двох колгоспів створено один укрупнений колгосп ім. Андрєєва, головою якого був Гура Роман Миколайович, пізніше М. А. Швачко.
У 1967 році розпочато будівництво нової школи, кожен житель села відпрацював не менше трьох днів на її будівництві.
Влітку 1970 року Богданівка перетворилася на велику будову. Завершено будівництво двоповерхової школи на 560 місць. Здійснюючи план реконструкції і розширення птахофабрики, 4 птахоферми механізовано, автоматизовано всі виробничі процеси.
З 1978 р. по 1987 р. здійснено газифікацію села, побудовано нову поліклініку.
З 1995 року змінювалась форма власності в державі, почалася приватизація. Вартість державного майна, що підлягала приватизації в птахорадгоспі «Богданівський», становила 18,882,994 тис. крб. За рішенням колективу птахорадгосп реорганізовано 16 вересня 1996 року у колективне сільськогосподарське підприємство (КСП) «Богданівське», яке спеціалізується на виробництві птахопродукції.

### Богданівка під час російського вторгнення в Україну
З 8 березня по 29 березня 2022 року село перебувало під російською окупацією. Російські війська потрапили під масований обстріл на підступах до Броварів, після чого вони були змушені розсіятися по навколишніх селах, серед яких опинилася і Богданівка.
У сільській школі та дитсадку російські війська облаштували собі штаб та лікарню, а перед звільненням території вони підірвали обидва навчальні заклади.

## Населення
У 1787 році кількість мешканців Богданівки становила 237 осіб.
Згідно з переписом УРСР 1989 року чисельність наявного населення села становила 2906 осіб, з яких 1304 чоловіки та 1602 жінки.
За переписом населення України 2001 року в селі мешкало 3006 осіб.

### Мова
Розподіл населення за рідною мовою за даними перепису 2001 року:
| Мова       | Відсоток |
| ---------- | -------- |
| українська | 97,97 %  |
| російська  | 1,80 %   |
| білоруська | 0,13 %   |
| вірменська | 0,10 %   |

## Богданівська сільська радаVII-го скликання[Архівовано10 березня 2016 уWayback Machine.]
Рада VII-го скликання 2015—2020 рр. складалась з 14 депутатів та голови.
Бобко Юрій Миколайович — голова сільської ради.
Депутатський корпус:
Кочубей Микола Максимович.
Бобко Надія Миколаївна.
Суліменко Олександр Олександрович.
Соляніков Олександр Сергійович.
Новохацький Сергій Васильович.
Беленок Микола Кандратович.
Лихогод ГригорійІванович.
Теплюк Олександр Олександрович.
Теплюк Євгеній Вікторович.
Волченко Дмитро Володимирович.
Згоннік Михайло Григорович.
Бобко Ольга Федорівна.
Василенко Сергій Миколайович.
Остролуцька Людмила Миколаївна.

## Освіта
Першу школу в с. Богданівка організував 1892 р. у сторожці біля церкви місцевий дяк. Він навчав дітей грамоти і Закону Божого. Школу відвідувало 15-20 учнів.
1893 р. в хаті селянина відкрили земську трикласну школу, де навчалося 35-60 учнів, учителювали Тетяна Андріївна Бобко (українська мова, математика) і Олександр Коструба (російська мова).
1898 р. було споруджено земську школу на дві класні кімнати. Працювали чотири вчителі. Перші роки навчали 60-70, згодом близько 100 учнів.
До 1917 р. жителі села були неписьменними. Після революції з 1800 його мешканців малописьменних налічувалося 340. Двоє мали середню освіту.
У 1920—1930 рр. в селі працювали три школи: одна в хаті розкуркуленого О.Бобка, друга розташовувалася навпроти сучасної церкви. Школа мала назву «Попівський дім», вміщувала чотири класи. Згодом збудували третю школу, семирічну, розміщувалася в трьох корпусах. Навчалися у дві зміни у восьми кімнатах. Іноземну мову (німецьку) вивчали з 4-го класу. Училися кварталами: перший квартал — до 7 листопада, другий — до Нового року, третій — до березня, четвертий — до 20 травня. Школярі складали іспити, починаючи з 5-го класу. Пересічно в класі було 25 учнів. Після закінчення 7-го класу бажаючи продовжували навчання у Великодимерській школі. Учень, який здобув середню освіту, міг учителювати в Богданівській школі, не закінчуючи інститут.
У роки Німецько-радянської війни школа не працювала, у шкільному приміщенні гітлерівці проводили допити. Відступаючи, німці спалили шкільний будинок, діти ходили до школи на х. Залісся, навчання відбувалось в сільській хаті. Викладали граматику, письмо, читання, співи, малювання, фізкультуру, українську та російську мови. Працювали вчителі В.Хоменко, О.Дністрович, В.Федорівна, В.Дмитрівна.
Згодом у Богданівці збудували нову школу на дві класні кімнати, діти вчилися у три зміни. Директором школи спочатку був Федір Юхимович, згодом — П. К. Зозуля.
На місці сучальної їдальні 1948 р. звели нову дерев'яну восьмирічну школу на 240 місць. Будівництво тривало повільно, яерез браку будівельного матеріалу. Виконруб М. Т. Мотузка їздив у Міністерство освіти, яке очолював П. Г. Тичина. За сприяння міністра було виділено кошти на будівництво школи.
Першим директором освітнього закладу був І. О. Рибка, наступним М. Г. Андрух. Українську мову та літературу викладала Є. І. Жукова, математику — Г. А. Чистяк, Ю. С. Скоробагатько працювала в початковий класах.
У школі бракувало класів, тому в 1961—1962 рр. її почали добудовувати. В ці роки в школі організували виробничу бригаду учнів старших класів, на виділених двох гектарах землі старшокласники вирощували кукурудзу. У 1967 р. почали будівництво нової школи, на спорудження було виделено 100 тис. крб. Батьківським комітетом було вирішено, що кожен житель села повинен відпрацювати на будові школи не менше 21 години. 1 вересня 1969 року відкрила двері нова двоповерхова школа на 560 місць. Але в 1970 р. учні 8-х класів навчалися у нинішньому приміщенні сільської ради. Поряд із новобудовою були майстерні, пізніше їх було обладнано в житлові кімнати для вчителів.
У школі навчаються 450 учнів, працюють 40 учителів (за даними на 2001 рік).
Першим директором новозбудованого освітнього закладу була Г. А. Чистяк. З 1976 р. до 1992 р. школу очолював В. М. Білан, у 1993—2002 рр. — П. П. Іваненко. З 2002—2011 р. директором працювала Г. П. Іваненко, а з 2011 року працює Дейко Л. С. У школі було проведено реконструкцію, 1995 р. обладнано комп'ютерний клас.

## Інфраструктура
У Богданівці працюють 14 приватних торгових точок. Село має добрий транспортний зв'язок з райцентром Бровари та столицею України містом Києвом. Населення села займається переважно вирощуванням сільськогосподарської продукції.

## Цікаві факти
В силу історичних обставин склалась ситуація практичного повного домінування в селі кількох прізвищ: Бобко (найбільша кількість), Теплюк та Цьомка.